# Zootermopsis nevadensis
Zootermopsis nevadensis (лат.) — вид термитов из семейства Archotermopsidae (ранее в Termopsidae). Эндемик Неарктики.

## Распространение
Встречаются в Северной Америке: США (штаты Калифорния, Монтана, Невада, Мексика (Baja California и Южная Нижняя Калифорния).

## Классификация
Вид был впервые описан в 1874 году немецким энтомологом Германом Хагеном под названием Termopsis angusticollis subsp. nevadensis Hagen, 1874. Z. nevadensis состоит из двух подвидов, Z. n. nevadensis и Z. n. nuttingi.

## Генетика
Геном подвида Zootermopsis nevadensis nuttingi был секвенирован для поиска молекулярных следов эусоциальности. Авторы сравнили весь секвенированный геном и 25 транскриптомов из разных состояний развития и каст с уже секвенированными геномами муравьев и других эусоциальных Hymenoptera. В результате жизни в темноте на протяжении десятков миллионов лет у этого термита имеется всего две копии гена опсина — наименьшее число опсиновых генов, известных среди насекомых. Ольфактивные рецепторы (ORs) обеспечивают большую часть специфичности и чувствительности обоняния насекомых. Эти гены довольно широко представлены у муравьев (344—400 генов) и пчел (163 гена), но у Z. nevadensis их выявлено всего 63.